# Alma Juventus Fano 1906 2011-2012
Questa pagina raccoglie le informazioni riguardanti l'Alma Juventus Fano 1906 nelle competizioni ufficiali della stagione 2011-2012.

## Rosa
| N. |                    | Ruolo | Calciatore           |
| -- | ------------------ | ----- | -------------------- |
|    | Italia (bandiera)  | P     | Alessandro Beni      |
|    | Italia (bandiera)  | P     | Federico Orlandi     |
|    | Italia (bandiera)  | D     | Marco Amaranti       |
|    | Italia (bandiera)  | D     | Paolo Antonioli      |
|    | Italia (bandiera)  | D     | Alex Bartolucci      |
|    | Italia (bandiera)  | D     | Riccardo Cossu       |
|    | Italia (bandiera)  | D     | Mauro Mucciarelli    |
|    | Italia (bandiera)  | D     | Mattia Serafini      |
|    | Italia (bandiera)  | C     | Tommaso Angelelli    |
|    | Italia (bandiera)  | C     | Matteo Berretti      |
|    | Albania (bandiera) | C     | Maringlen Capi       |
|    | Italia (bandiera)  | C     | Umberto Cazzola      |
|    | Italia (bandiera)  | C     | Tommaso Colombaretti |
|    | Italia (bandiera)  | C     | Matteo Forabosco     |
|    | Italia (bandiera)  | C     | Alex Misin           |

| N. |                   | Ruolo | Calciatore          |
| -- | ----------------- | ----- | ------------------- |
|    | Italia (bandiera) | C     | Ivan Piccoli        |
|    | Italia (bandiera) | C     | Marco Raparo        |
|    | Italia (bandiera) | C     | Giovanni Ruscio     |
|    | Italia (bandiera) | C     | Mattia Sassaroli    |
|    | Italia (bandiera) | C     | Gianluca Urbinati   |
|    | Italia (bandiera) | C     | Moreno Zebi         |
|    | Italia (bandiera) | A     | Enrico Bartolini    |
|    | Italia (bandiera) | A     | Lorenzo Di Stefano  |
|    | Italia (bandiera) | A     | Riccardo Innocenti  |
|    | Italia (bandiera) | A     | Tommaso Marolda     |
|    | Italia (bandiera) | A     | Daniele Morante     |
|    | Italia (bandiera) | A     | Manuel Muratori     |
|    | Italia (bandiera) | A     | Giorgio Noviello    |
|    | Italia (bandiera) | A     | Gabriele Tittarelli |